# Maoritomella pleonastica
Maoritomella pleonastica é uma espécie de gastrópode do gênero Maoritomella, pertencente a família Borsoniidae.